# Nuguria
Le isole Nuguria (in lingua locale Nukuria), note anche come isole Abgarris o Fead, sono un'exclave polinesiana in Papua Nuova Guinea. Si trovano a circa 150 km dall'estremità settentrionale dell'isola di Buka, nella regione autonoma di Bougainville e sono costituite da due formazioni di atolli ravvicinati. Facendo parte della Polinesia periferica, con 550 parlanti la lingua nukuria appartiene alle lingue polinesiane.